# Maurice Moissonnier
Maurice Moissonnier, né à Roanne le 26 juin 1927 et mort à Oullins le 23 juin 2009, est un historien français, spécialisé dans l'histoire du mouvement ouvrier lyonnais.

## Biographie
Fils d'un facteur et d'une employée des PTT, Maurice Moissonnier accomplit toute sa carrière professionnelle comme professeur d'histoire-géographie dans l'enseignement secondaire dans la région lyonnaise. À l'âge de 17 ans, il s'engage dans les Forces unies de la jeunesse patriotique (FUJP). En 1946 il adhère à l'Union de la jeunesse républicaine de France, l'année suivante au Parti communiste français, dont il est membre militant (candidat aux élections législatives à Lyon en 1973) jusqu'en 1979 et auquel, critique, il reste attaché jusqu'à son décès. L'aire géographique de ses études historiques est principalement la Région lyonnaise, dans la temporalité du XIXe siècle. En 1954 il présente un diplôme d'études supérieures sur Les ouvriers lyonnais en 1869-1870, qu'il reprend et augmente en 1972, dans une étude de la Commune de Lyon, épisode d'histoire connu pour le rôle qu'y tint Bakounine. Il publie en 1958 une étude sur la révolte des canuts de Lyon (1831), qu'il ne cesse d'approfondir et de compléter au fil des rééditions. Il est un des spécialistes reconnu de cet épisode précurseur du mouvement ouvrier français. Il fait découvrir le "prolétaire" Joseph Benoît, babouviste et communiste des années 1830-1840. Vers la fin de sa vie il entreprend une vaste étude étendue du Mouvement ouvrier rhodanien dans la tourmente (1934-1945) dont il ne peut publier que les deux premiers volumes consacrés au front populaire et à son déclin (1934-1940).

Historien actif dans le réseau des historiens communistes il écrit dans plusieurs revues, La Nouvelle Critique, les Cahiers d'histoire de l'Institut Maurice Thorez, puis Cahiers d'histoire, revue d'histoire critique d'Espaces Marx. Il collabore aussi à l'Institut CGT d'histoire sociale et à ses Cahiers d'histoire. Il publie plusieurs articles d'histoire ouvrière dans L'Humanité.
Historien du mouvement ouvrier il participe très tôt sous l'égide de Jean Maitron au Dictionnaire biographique du mouvement ouvrier français et à de nombreux ouvrages collectifs : Histoire de la France contemporaine, dirigé par Jean Elleinstein (1979), CGT, Approches historiques (1988), La France ouvrière, dirigé par Claude Willard (1993), Le Livre noir du capitalisme.

## Publications
- La révolte des canuts, Lyon novembre 1831, éditions sociales, Paris, 1958. Ouvrage réédité et complété en 1975 (La révolte des canuts), puis en 1988 (Les Canuts : vivre en travaillant ou mourir en combattant), même éditeur.
- (présentation) Joseph Benoît : Confession d'un prolétaire, éditions sociales, 1968
- La première internationale et la Commune à Lyon, éditions sociales, 1972
- Le mouvement ouvrier rhodanien dans la tourmente 1934-1945, Aléas éditeur, Lyon, 2004-2005 :
  - tome 1 Le front populaire
  - tome 2, Déclin et mort du front populaire